# ونوتزا دی کاتانی
جووانی دی کاتانی (به ایتالیایی: Giovanna dei Cattanei)؛ (۱۳ ژوئیه ۱۴۴۲ – ۲۴ نوامبر ۱۵۱۸)  که عمدتاً با نام ونوتزا دی کاتانی شناخته می‌شود، یکی از معشوقه‌های پاپ الکساندر ششم بود. دربارهٔ او اطلاعات زیادی در دسترس نیست اما چندین بار ازدواج کرده و معشوقه پاپ الکساندر ششم بوده و از این پاپ چهار فرزند داشته که عبارتند از جووانی بورجیا، چزاره بورجیا، لوکرتزیا بورجیا و گافردو بورجیا.